# Bertrand de Gorsse
Pour les articles homonymes, voir Gorsse.
Bertrand de Gorsse, personnalité culturelle de Bagnères-de-Luchon, historien et médecin, père de l'historien Pierre de Gorsse et frère du dramaturge Henry de Gorsse.

## Biographie
Le docteur Bertrand de Gorsse naquit à Bagnères de Luchon le 8 avril 1872 au sein d'une famille d'historiens et d'écrivains. Diplômé de la faculté de médecine de Paris.
L’Académie française lui décerne en 1944, ainsi qu'à son fils Pierre de Gorsse, le prix Auguste-Furtado pour leur ouvrage sur Bagnères de Luchon.
En 1948, il publia un Essai de bibliographie du Comté de Comminges, de la Vicomté de Nébouzan, des Quatre-Vallées et du Pays de Rivière aux éditions Privat à Toulouse. Cet ouvrage contient une importante bibliographie comportant plus de 5000 rubriques regroupant les ouvrages et articles de revues. Ce livre demeure une référence dans le domaine.
Il contribua à l'enrichissement du musée de Luchon par sa collection privée offrant un ensemble de lithographies, dessins et estampes sur le Comminges. Une salle du musée lui ait dédiée et porte le nom de salle Bertrand de Gorsse. Dans cette salle sont présentées l'histoire locale et régionale, de nombreux documents sur l’histoire du pays de Luchon et le thermalisme : lithographies, plans, projets, maquettes, souvenirs du séjour du Prince Impérial, maquette des Allées d’Étigny en 1850, documents sur Saint-Bertrand de Comminges et quelques sites du Canton et le Val d'Aran.
Il collabora à plusieurs revues dont la Revue de Comminges dans laquelle il publia notamment « Souvenirs d'un vieux Luchonnais » en 1950.
Il est mort le 4 juin 1955.